# Магдалена Августа Ангальт-Цербстская
Магдалена Августа Ангальт-Цербстская (нем. Magdalena Augusta von Anhalt-Zerbst; 23 октября 1679, Цербст — 11 октября 1740, Альтенбург) — принцесса Ангальт-Цербстская из династии Асканиев, в замужестве герцогиня Саксен-Гота-Альтенбургская.

## Биография
Магдалена Августа — дочь князя Карла Вильгельма Ангальт-Цербстского и его супруги Софии Саксен-Вейсенфельской, дочери Августа Саксен-Вейсенфельсского.
17 июня 1696 года в Готе Магдалена Августа вышла замуж за своего двоюродного брата, герцога Фридриха II Саксен-Гота-Альтенбургского, правившего с 1691 года. Письма, написанные герцогиней своему мужу и хранящиеся в Готской библиотеке, свидетельствуют о счастливом браке. Магдалена Августа отказалась обучать английскому языку младшую дочь, которую планировалось выдать замуж за наследника британского престола, объясняя это тем, что «это совершенно ненужно, поскольку Ганноверская семья находится на английском троне уже больше двадцати лет, и народ в Англии и в особенности при дворе уже должен говорить на немецком так же часто и хорошо, как и на английском».

## Потомки
- София (1697—1703)
- Фридрих III (1699—1772), герцог Саксен-Гота-Альтенбурга, женат на принцессе Луизе Доротее Саксен-Мейнингенской (1710—1767)
- Вильгельм (1701—1771), женат на принцессе Анне Шлезвиг-Гольштейн-Готторпской (1709—1758)
- Карл Фридрих (1702—1703)
- Иоганн Август (1704—1767), женат на графине Луизе Рейсс-Шлейцской (1726—1773)
- Кристиан (1705)
- Кристиан Вильгельм (1706—1748), женат на графине Луизе Рейсс-Шлейцской (1726—1773)
- Людвиг Эрнст (1707—1763)
- Эмануэль (1709—1710)
- Мориц (1711—1777), правитель Саксен-Эйзенаха
- София (1712)
- Карл (1714—1715)
- Фридерика (1715—1775), замужем за герцогом Иоганном Адольфом II Саксен-Вейсенфельским (1685—1746)
- Магдалена Сибилла (1718)
- Августа (1719—1772), замужем за принцем Уэльским Фредериком (1707—1751)
- Иоганн Адольф (1721—1799)